# 마쓰카타 재정

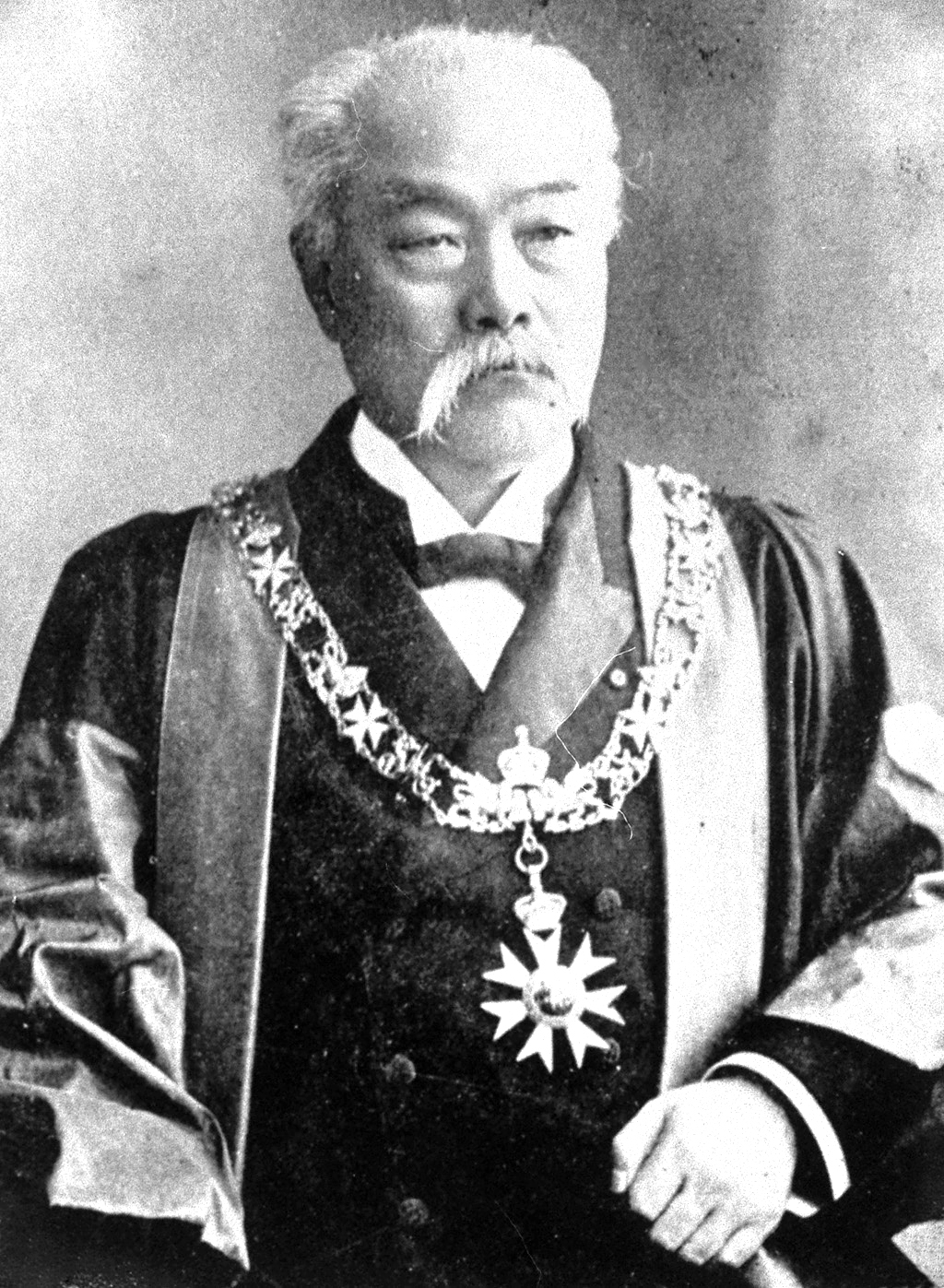
마쓰카타 마사요시.

마쓰카타 재정(일본어: 松方財政 마츠카타자이세이[*])은 세이난 전쟁의 전비 조달로 인해 발생한 인플레이션을 해소하기 위해 대장경 마쓰카타 마사요시가 1881년(메이지 14년)부터 실시한 디플레이션 유도 재정정책이다.

## 배경
세이난 전쟁 전비 조달을 위해 신용이 낮은 불환지폐가 남발됨에 따라 전후 대규모 인플레이션이 발생했다. 당시 대장경 오쿠마 시게노부는 이 인플레이션의 원인에 대하여 경제실태는 지폐유통량에 가깝고, 본위화폐인 은화가 부족할 뿐이라고 보고, 적극재정을 유지하고 외채를 발행하여 그로부터 얻은 은화를 시중에 풀어 불환지폐를 흡수하면 된다고 주장했다(오쿠마 재정).
한편, 차관격인 대장대보 마쓰카타는 메이지 유신 이래의 정부재정 팽창이 인플레이션의 근본원인이며 불환지폐를 아예 회수하는 것만이 유일한 해결책이라고 주장했다. 마쓰카타의 주장은 오랜 세월 재정에 종사해 온 오쿠마의 정책을 근간부터 부정한 것이라 오쿠마의 격노를 샀다.
이 갈등을 우려한 이토 히로부미가 마쓰카타를 내무경으로 발탁하여 재정 부문에서 분리시킴으로써 사태수습을 시도했다. 그런데 1881년 메이지 14년 정변으로 오쿠마가 실각하면서, 마쓰카타가 대장경으로 임명되어 인플레 대책의 책임자가 되었다.

## 마쓰카타 재정의 정책
마쓰카타는 불환지폐를 회수하여 소각하고, 1882년 일본은행 조례를 공포하여 일본은행을 설립했다. 또한 은화에 근거한 은본위제 확립을 목표로 긴축재정을 실시했다. 이에 필요한 정부자금 조달을 위해 관영 모범공장을 정상(政商)에게 불하하고, 담뱃세, 주조세 등 잡세를 증징하여 세입을 늘렸으며, 군비를 제외한 정부예산을 축소했다.
이러한 정책의 결과 1881년(메이지 14년)도에 지폐발행고 1.5억 엔에 비하여 본위화폐(은화) 준비고는 0.1억 엔, 즉 준비율 8%에 불과했던 것에 반하여, 1885년(메이지 18년)도에는 지폐발행고 1.2억 엔에 비하여 은화 보유고는 0.45억 엔으로 준비율이 37%까지 올라갔다. 같은 해 일본은행에서 최초로 발행한 은행권인 은태환지폐가 발권되어 은본위제가 도입되었다.
이어서 청일 전쟁 배상금으로 얻어낸 금을 준비로 삼아 1897년(메이지 30년)에는 마쓰카타가 염원한 금본위제를 도입하기에 이르렀다.

## 영향
마쓰카타 재정에 의한 디플레 유도 정책은 고치와 쌀 등 농산물 가격의 하락을 초래하여 농촌을 파탄지경으로 만들었다. 궁핍화된 농민들은 농지를 팔고 도시로 유입되어 노동자가 되거나, 소작농으로 전락하였다. 동시에 농지 매각이 잇따르면서 지주와 고리대금업자들에게 광범위한 토지가 집적되었다.
일부 농민들은 경제적 곤궁을 못 견뎌 봉기 활동에 나섰고, 이러한 농민봉기가 각지에서 자유당계 자유 민권 운동과 결합하면서 지치부 사건과 같은 반정부 폭동이 잇따랐다.
한편, 관영공장을 불하받은 정상배들이 재벌로 성장하면서 자본가층과 노동자층이 분리되어 자본주의 경제의 밑바탕이 만들어졌다.
역사학자 나카무라 타카후사는 마쓰카타 재정으로 인한 민중의 고통을 “예로부터 재정학 교과서에는 마쓰카타라는 사람은 굉장히 훌륭한 분이고 재정지도자로서 이렇게 훌륭한 분은 없다는 듯이 쓰여 있습니다만, 저는 그렇게 잘났는지 어땠는지 잘 모르겠다고 생각합니다. ‘수술은 성공했지만 환자는 죽었다’는 말이 있습니다.”라고 평했다.